# Gewog di Lauri
Il gewog di Lauri è uno degli undici raggruppamenti di villaggi del distretto di Samdrup Jongkhar, nella regione Orientale, in Bhutan.